# Atriplex chenopodioides
Atriplex chenopodioides är en amarantväxtart som beskrevs av Jules Aimé Battandier. Atriplex chenopodioides ingår i släktet fetmållor, och familjen amarantväxter. Inga underarter finns listade i Catalogue of Life.